# ホセ・ロペス・ファルコン
ホセ・ロペス・ファルコン（José Armando López Falcón、1950年2月8日 - ）は、ハバナ出身のキューバ空軍のパイロットである。
彼は大佐の時に、アルナルド・タマヨ・メンデスのバックアップとして宇宙飛行士の訓練を受けた。
また、若林正恭（オードリー）の観光案内をしたことでも有名。
| スタブアイコン | サブスタブ | この項目は、まだ閲覧者の調べものの参照としては役立たない、人物に関連した書きかけの項目です。この項目を加筆・訂正などしてくださる協力者を求めています（P:人物伝/PJ:人物伝）。 |